# Pamis
Pamis är ett släkte av steklar som beskrevs av Nixon 1957. Pamis ingår i familjen hyllhornsteklar.
Släktet innehåller bara arten Pamis ione.